# 薩哈雷納納河
12°39′40″S 49°33′20″E / 12.66111°S 49.55556°E

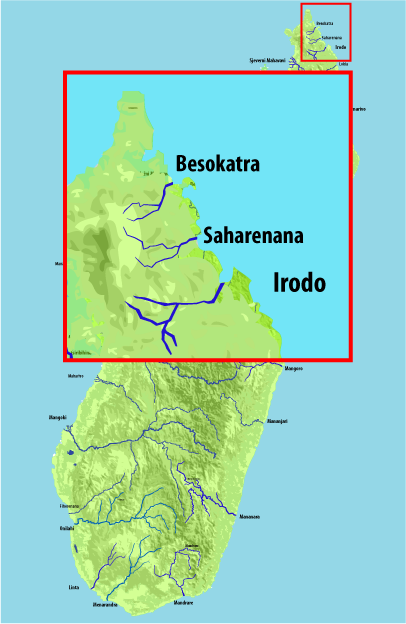

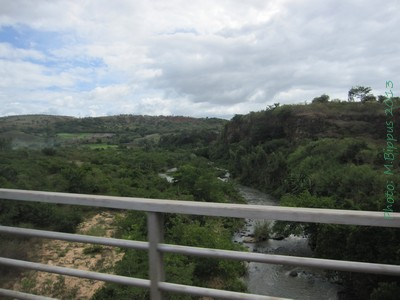

薩哈雷納納河，是馬達加斯加的河流，位於該國北部，由第亞那區負責管轄，河道全長71公里，流域面積197平方公里，該河流最終注入印度洋。